# Lophoptera apicalis
Lophoptera apicalis är en fjärilsart som beskrevs av Alfred Ernest Wileman och South 1920. Lophoptera apicalis ingår i släktet Lophoptera och familjen nattflyn. Inga underarter finns listade i Catalogue of Life.